# Кастильоне-ди-Сицилия
Кастильоне-ди-Сицилия (итал. Castiglione di Sicilia) — коммуна в Италии, располагается в регионе Сицилия, подчиняется административному центру Катания.
Население составляет 3743 человека, плотность населения составляет 31 чел./км². Занимает площадь 120 км². Почтовый индекс — 95012. Телефонный код — 0942.
Покровительницей коммуны почитается Пресвятая Богородица (Madonna della Catena), празднование в первое воскресение мая.